# Amber (cantante)
Amber, pseudonimo di Marie-Claire Cremers (Ubbergen, 17 settembre 1969), è una cantante olandese naturalizzata tedesca.
Ha avuto successo in particolare, nel mondo della musica dance, il suo album del 2002 Naked. Tuttavia il suo singolo più conosciuto è probabilmente This Is Your Night, datato 1996.

## Discografia

### Album studio
- 1996 - This Is Your Night
- 1999 - Amber
- 2002 - Naked
- 2004 - My Kind of World

### Raccolte
- 2000 - Remixed
- 2004 - Undanced
- 2007 - Undanced II

### Singoli
- 1996 - This Is Your Night
- 1996 - Colour of Love
- 1997 - One More Night
- 1998 - If You Could Read My Mind (con Stars on 54)
- 1999 - Sexual (Li Da Di)
- 2000 - Above the Clouds
- 2000 - Love One Another
- 2001 - Yes!
- 2002 - The Need to Be Naked
- 2003 - Anyway (Men Are from Mars)
- 2004 - You Move Me
- 2005 - Voodoo
- 2006 - Just Like That
- 2006 - Melt with the Sun
- 2008 - No More Tears (Enough Is Enough) (con Zelma Davis)